# Dan Tawfik
Dan Salah Tawfik (* 28. Mai 1955; † 4. Mai 2021) war ein israelischer Biochemiker, der vor allem für seine Beiträge zum Protein-Engineering, zur Biochemie und insbesondere zur Molekularen Evolution bekannt ist.

## Biografie
Tawfik wurde in Jerusalem in eine Familie jüdischer Einwanderer aus dem Irak geboren. Er erhielt seinen BSc in Chemie und Biochemie (1988) und MSc in Biotechnologie (1990) von der Hebräischen Universität Jerusalem und seinen PhD vom Weizmann-Institut für Wissenschaften (1995). Danach zog er nach Großbritannien, wo er nach zwei Jahren Postdoc-Forschung unter Alan Fersht an der University of Cambridge (UK) und am Medical Research Council (MRC) Centre for Protein Engineering, Senior Research Fellow am Sidney Sussex College, Cambridge und am Centre for Protein Engineering wurde. 1999 wurde er zum Gruppenleiter ernannt. Im Jahr 2001 wechselte er an die Abteilung für Biologische Chemie (heute Abteilung für Biomolekulare Wissenschaften) des Weizmann-Instituts für Wissenschaften und hatte ab 2010 den Nella-und-Leon-Benoziyo-Lehrstuhl für Biochemie inne. Von 2019 bis zu seinem Tod war Tawfik stellvertretender Vorsitzender des Wissenschaftlichen Rates des Weizmann-Institut für Wissenschaften.
Tawfik starb am 4. Mai 2021 bei einem Kletterunfall in Anića kuk im Paklenica Nationalpark, Kroatien.

## Forschung
Tawfik entwickelte die In-vitro-Kompartmentalisierung (gemeinsam mit Andrew D. Griffiths). Diese Technologie ermöglicht die Kompartmentalisierung einzelner DNA/RNA-Moleküle in Emulsionströpfchen, wodurch zellähnliche Kompartimente entstehen, in denen Gene repliziert, transkribiert und übersetzt werden können. Diese Technologie ermöglichte eine gezielte Enzymevolution ohne die Beteiligung lebender Zellen und wurde auch zur Grundlage für massiv parallele Sequenzierungsmethoden wie zum Beispiel 454 sequencing, SOLID oder digital polymerase chain reaction.
Tawfik war einer der frühesten und meist zitierten Wissenschaftler zur Erforschung der Enzym-Promiskuität und ihrer Rolle in der Enzymevolution. Er stellte den Zusammenhang zwischen der konformationellen Vielfalt von Proteinen und ihrer Promiskuität her, zeigte die Evolvierbarkeit von promiskuitiven Proteinfunktionen (die Fähigkeit von Mutationen, eine promiskuitive Aktivität mit geringfügigen Auswirkungen auf die ursprüngliche Funktion des Proteins dramatisch zu verbessern), und die Rolle von Promiskuität in der Evolution von Pestizid abbauenden Enzymen. Seine Gruppe hat sich auch mit den Evolutions-Wegen, die zu neuen Enzymen führen, und der Verbindung zwischen Proteinfaltung, Stabilität und Evolvierbarkeit beschäftigt.
Seine Forschungen zur Entstehung der ersten Enzyme zielten darauf ab, die Wurzeln der häufigsten Enzym-Familien, der Rossmann-Enzyme und der P-loop NTPasen, in einfachen Polypeptiden zu finden. Er schlug Ornithin als erste kationische Aminosäure vor, und demonstrierte die Evolvierbarkeit von promiskuitiven Proteinfunktionen (die Fähigkeit von Mutationen, eine promiskuitive Aktivität mit geringen Auswirkungen auf die ursprüngliche Funktion des Proteins dramatisch zu verbessern).

## Auszeichnungen und Ehrungen
- Wolgin-Preis für wissenschaftliche Exzellenz (2007)
- Weizmann-Preis der Stadt Tel Aviv (2007)
- EMBO-Mitglied (2009)[19][20]
- Teva Award for Excellence in Memory of Eli Hurvitz (2013)[21]
- ECI Enzyme Engineering Award (2015)
- The EMET Prize for Art, Science and Culture, in Life Sciences (2020)[22]